# 用將小副克里介
用將小副克里介（学名：Parakrithella yongjianga）为荊花介科小副克里介屬下的一个种。